# 伊图贝拉
伊图贝拉（葡萄牙語：Ituberá）是巴西巴伊亚州的一个市镇。总面积417.542平方公里，总人口24169人，人口密度57.9人/平方公里。